# Stopień (symbol)
Symbol stopnia ( ° ) – znak pisarski w kształcie okręgu umieszczany w indeksie górnym.
Wykorzystywany głównie w matematyce, fizyce i geografii do oznaczenia miary kąta płaskiego (np. 80°), temperatury w określonej skali (np. °C, °F, °R) oraz współrzędnych geograficznych (np. Kraków – 50°03'N 19°56'E).
W systemie Microsoft Windows symbol ten można otrzymać używając kombinacji klawiszy Alt+248 lub Alt+0176 na klawiaturze numerycznej.
W Linuksie znaki unikodu można wprowadzać za pomocą kombinacji klawiszy Ctrl+⇧ Shift+U+kod unicodu. W tym celu należy nacisnąć i przytrzymać Ctrl oraz ⇧ Shift, a następnie kliknąć U i wpisać kod znaku; po zwolnieniu klawiszy Ctrl+⇧ Shift pojawia się znak, którego kod wprowadzono. W celu uzyskania znaku stopnia należy więc wprowadzić Ctrl+⇧ Shift+UB0. Można też nacisnąć Compose, a następnie litery OO.
W LaTeX-ie są dostępne pakiety gensymb i textcomp, które dostarczają poleceń odpowiednio \degree i \textdegree. W przypadku braku tych pakietów można zastępczo wprowadzać znak stopnia jako ^{\circ} w trybie matematycznym, co stanowi glif \circ w indeksie górnym.
W Unikodzie znak stopnia i jego pochodne występują w wersjach:
| Znak | Unicode | Kod HTML                    | Nazwa unikodowa   | Nazwa polska        |
| ---- | ------- | --------------------------- | ----------------- | ------------------- |
| °    | U+00B0  | &deg; lub &#xB0; lub &#176; | DEGREE SIGN       | stopień             |
| ℃    | U+2103  | &#x2103; lub &#8451;        | DEGREE CELSIUS    | stopień Celsjusza   |
| ℉    | U+2109  | &#x2109; lub &#8457;        | DEGREE FAHRENHEIT | stopień Fahrenheita |